# Iršava
Iršava (ukrajinsky Іршава, rusínsky a rusky Иршава, maďarsky Ilosva) je město ležící v okrese Chust v centrální části Zakarpatské oblasti Ukrajiny, asi 40 km jihovýchodně od Mukačeva. Do července 2020 bylo střediskem stejnojmenného okresu. V roce 2007 mělo 9515 obyvatel. Částí města Iršava je Sobatyn. V roce 2025 mělo celé město 9965 obyvatel.
V Iršavě je sídlo Iršavské městské komunity (hromady).
Městem protéká řeka Iršavka, samo leží v rozsáhlé tzv. Iršavské kotlině.

## Název
Název města není jasného původu. Podle jedné z verzí pochází od místní řeky. Při usazení prvních lidí její barva zhnědla a připomínala rez, odtud byla známá jako Iržavka. Odtudy se potom název změnil do současné podoby a rozšířil na celou osadu.

## Historie
První písemná zmínka o městě pochází z roku 1341. Tehdy byla obec připomínána jako Makszemháza a jako jako majetek syna Oláha Tihaméra Ilosvaie Makszema. Nejspíš se v blízkosti dnešního místa (na vrcholu Stremtura) nacházelo i opevnění, které tvořily ovšem jen hliněné valy a palisády.
V roce 1458 a na konci 17. století byla Iršava vypleněna a vypálena. Po těchto událostech zůstalo v obci žít doslova pár rodin, takže se osada rozvíjela velmi pomalu. Působila zde řada šlechtických rodů, včetně Ilosvayů, kteří se jmenovali přímo podle tohoto sídla.
Během Rákócziho povstání se řada místních zapojila do povstaleckých sborů proti habsburské armádě. Boje probíhaly v blízkosti města.

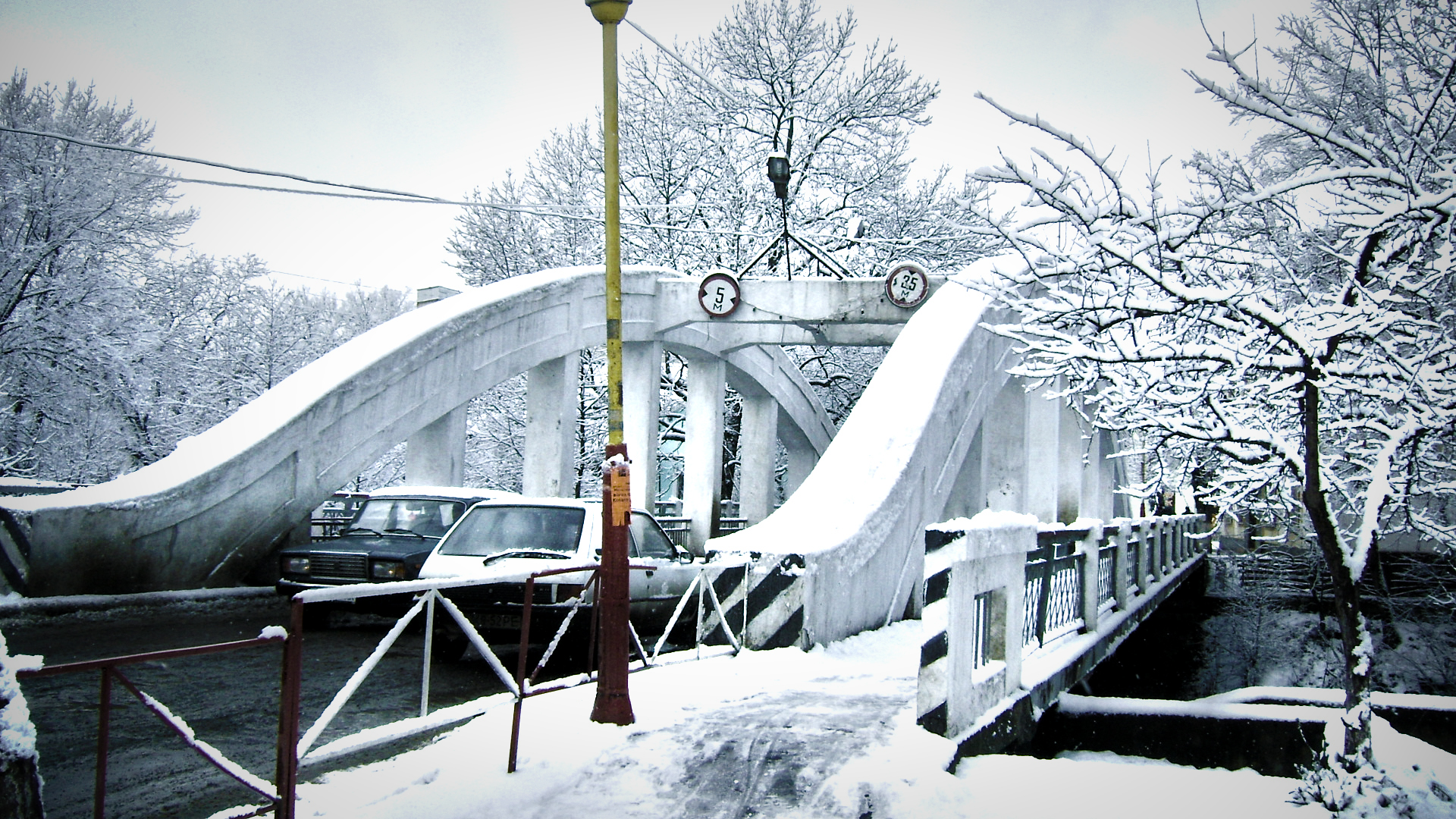
Most z meziválečné doby.

V minulosti město patřilo Rakousku-Uhersku. Na mapách druhého vojenského mapování se objevuje jako vesnice s maďarským názvem Ilosva a rusínským Oršav. Patrný zde byl již i místní kostel. Východně od obce ležel rozlehlý les, který byl později celý vykácen a změněn na zemědělskou půdu. V druhé polovině 19. století zde byla postavena pila, pošta a mlýn. Roku 1905 byla v Iršavě otevřena skromná knihovna, která zahrnovala 100 knih. Žila zde početná židovská populace, nacházela se zde židovská škola ješiva. V roce 1882 zde žilo 945 obyvatel. Úzkorozchodná železnice sem byla zavedena během první světové války. Počet obyvatel dosahoval v posledním rakousko-uherském sčítání lidu z roku 1910 již 1300 osob, z toho se živilo devět stovek zemědělstvím. Obyvatelstvo bylo smíšené, rusínsko-maďarské s jasnou rusínskou většinou.
Od rozpadu Habsburské monarchie v roce 1918 až do roku 1938 bylo součástí Podkarpatské Rusi a Československa. Krátkou dobu bylo město nicméně okupováno rumunskou armádou, československá moc zde byla uskutečněna až v roce 1919. V této době zde vznikla řada staveb, mimo jiné i most přes řeku Iršavku. Postaveny byly například také i tzv. státní domky. V roce 1923 převzaly Československé dráhy místní úzkorozchodnou železniční trať, opravily ji, rozšířily a vybudovaly nové nádraží. V roce 1930 zde žilo 3065 obyvatel. V 30. letech 20. století měla Iršava zhruba tři tisíce obyvatel. Změny nicméně životy místních příliš neovlivnily; většina lidí pracovala stejně jako dříve na poli, obchod byl skromný a mnozí Iršavané v této době cestovali do větších měst za obživou, ať už natrvalo nebo sezónně.
V roce 1944 bylo veškeré židovské obyvatelstvo odvezeno do koncentračních táborů. Dnes je v bývalé synagoze kancelář místní organizace mladých turistů. V okolních lesích působily během války skupiny partyzánů.
Roku 1945 byla Podkarpatská Rus spolu s městem Iršava připojena k Ukrajinské SSR (odstoupením ze strany Československa). V roce 1947 se stala sídlem městského typu a okresním městem.
V období po druhé světové válce byla tehdejší vesnice rozsáhleji industrializována (postaven zde byl například textilní závod). V roce 1952 zde dle sovětských statistik byla v provozu také pila, základní a střední škola, kulturní dům, knihovna a kino. O dva roky později zde vznikla i továrna na výrobu nábytku (ty se nacházely v Zakarpatské oblasti díky produkci dřeva poměrně ve velkém počtu). Přebudován byl také střed města, kde vznikla nová radnice, přiléhající k hlavní křižovatce. Naproti ní na jižní straně vyrostlo obchodní centrum. Rozvíjelo se také místní vinařství, zvyšovala se výměra okolních vinic.
Od roku 1982 má status města.
V lednu 1989 mělo město 9873 obyvatel a většina jeho obyvatel pracovala ve zmíněných průmyslových podnicích. Celkem se zde tehdy nacházelo pět velkých závodů. Velká část z nich byla rozhodnutím ukrajinské vlády z roku 1995 privatizována. Některé ze závodů v následujících letech zkrachovaly. Vybudován byl také řeckokatolický kostel sv. Petra a Pavla a pravoslavný sv. Ilijáše.

## Městská zeleň
Na břehu Iršavky se severně od středu města nachází městský park. Parkovou úpravu má také údolí řeky Iršavky.

## Doprava
Městem prochází úzkokolejná Boržavská hospodářská dráha. 
Jižně od Iršavy vede hlavní silnice celostátního významu, která spojuje Mukačevo a Chust.

## Slavní rodáci
- Ivanna Bagová (* 1993), slovenská zpěvačka, vítězka Hlasu Česko Slovenska
- Vasyl Vasylovyč Fuščič, ukrajinský herec
- Vasyl Stankovyč (*1946), sportovní šermíř, olympionik